# Championnat de la Martinique de football
Le championnat de la Martinique de football masculin, dénommé Régionale 1 (R1) - Trophée Gérard Janvion, est une compétition de football qui est pour la Martinique le premier échelon local. Il se déroule annuellement sous forme d'un championnat opposant quatorze clubs amateurs entre les mois de septembre et mai. Cette compétition est organisée par la Ligue de football de la Martinique et, bien que les clubs qui la compose sont affiliés à la Fédération française de football, il n'y a pas de promotion vers les championnats nationaux français. 

## Histoire
Le championnat est créé en 1919.
En août 2016, la "division d'honneur" est rebaptisé avec l'accord de la FFF en "Régionale 1" tandis que la "promotion d'honneur régional" devient la "Régionale 2" et la "promotion d'honneur" la "Régionale 3".
Les trois clubs les plus titrés de la Martinique sont le Club colonial de Fort-de-France et le Club franciscain 19 fois champion et le Golden Star de Fort-de-France avec seize titres.
Une revendication est née afin de pouvoir proposer aux meilleurs joueurs des contrats fédéraux (à l'instar du Championnat de la Réunion et d'autres championnats régionaux français). Si cette revendication était acceptée par la FFF, cela permettrait d'avoir des semi-professionnels au sein du championnat de Martinique de football, comme cela se fait ailleurs dans la Caraïbe (par exemple à Porto Rico, à Cuba ou à Curaçao). Il faut noter qu'il y a même certains championnats professionnels parmi les îles de la Caraïbe (ceux de la Jamaïque, de Trinité-et-Tobago, de Haïti, de la République dominicaine).

## Les stades

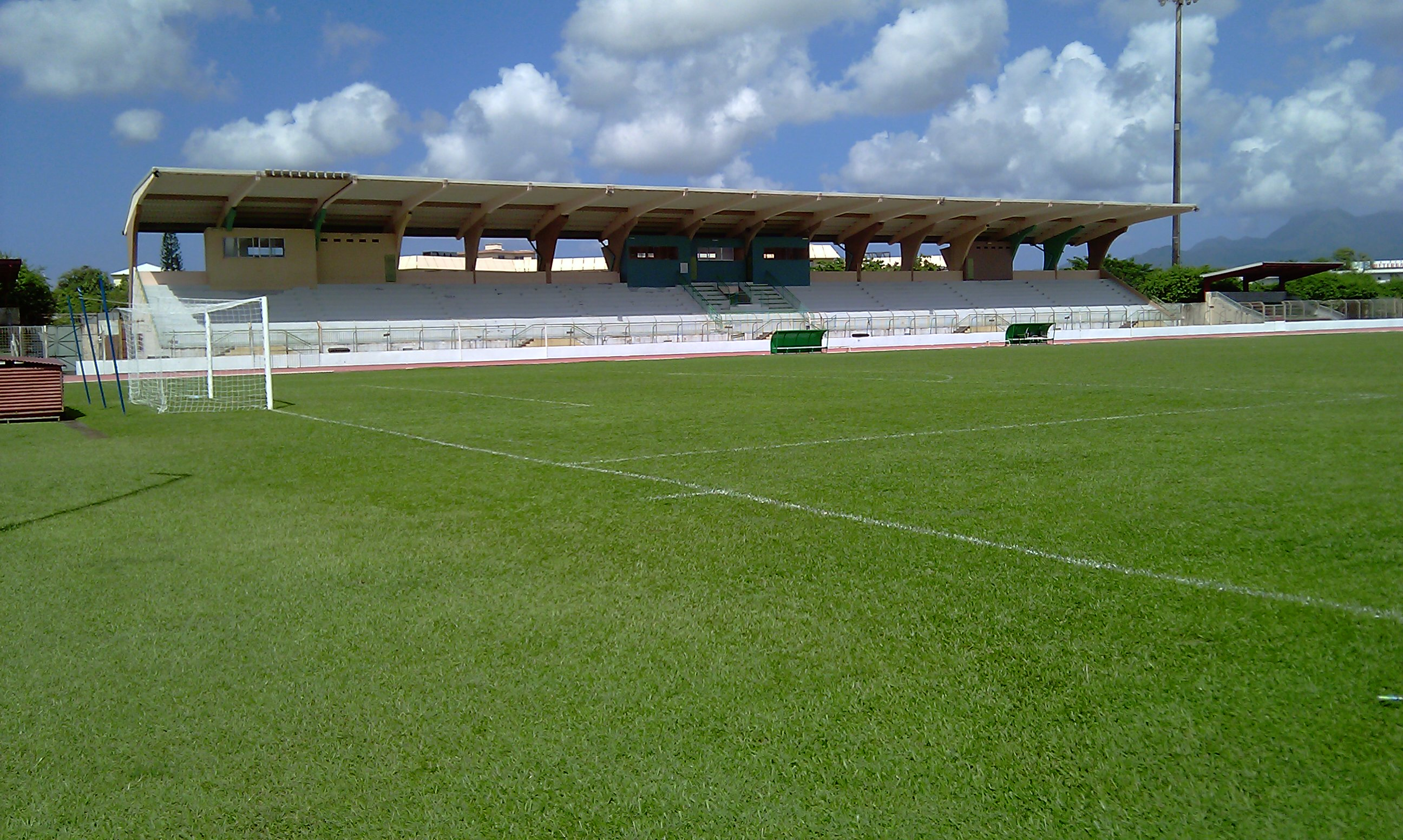
Le stade Georges-Gratiant

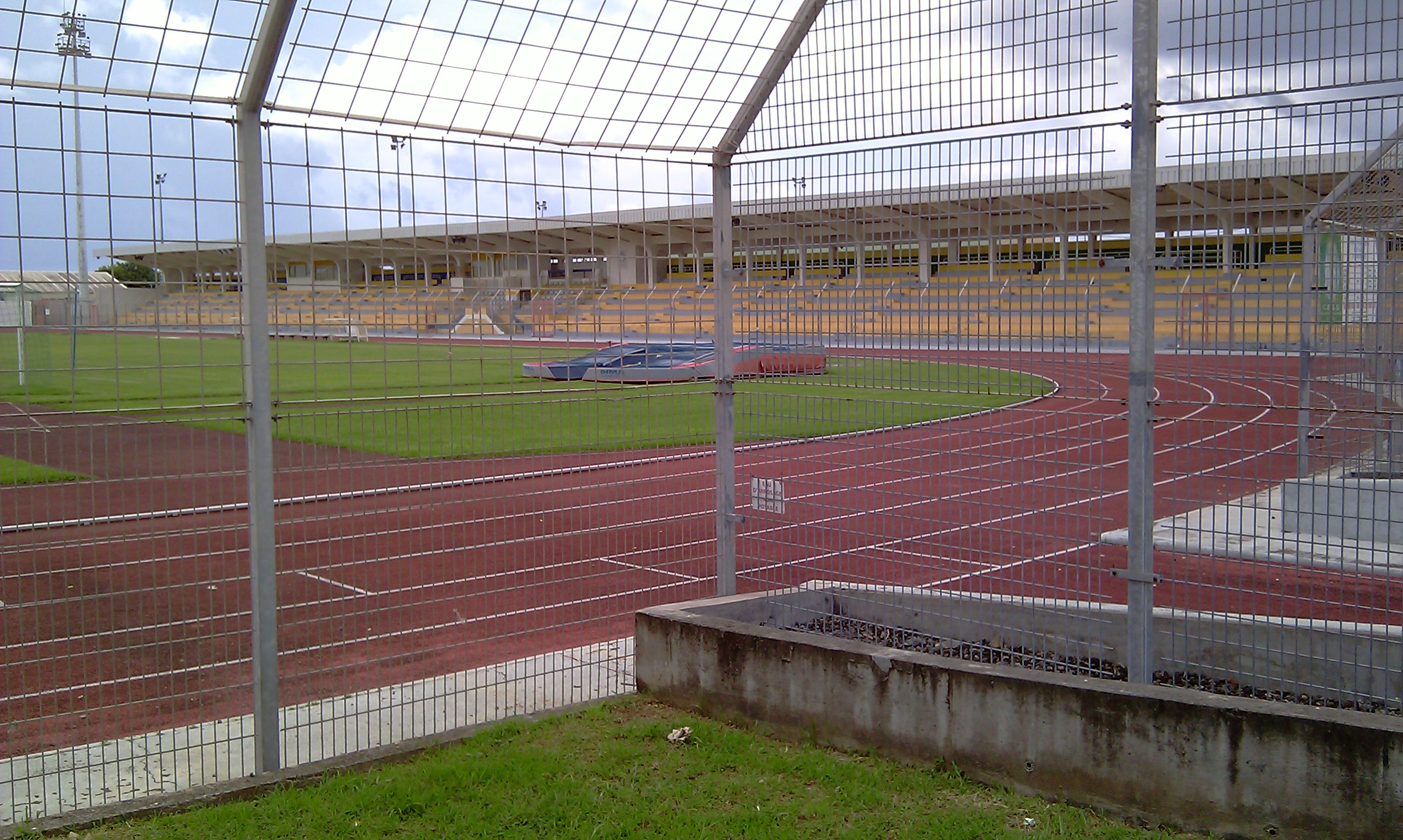
Le stade Louis-Achille

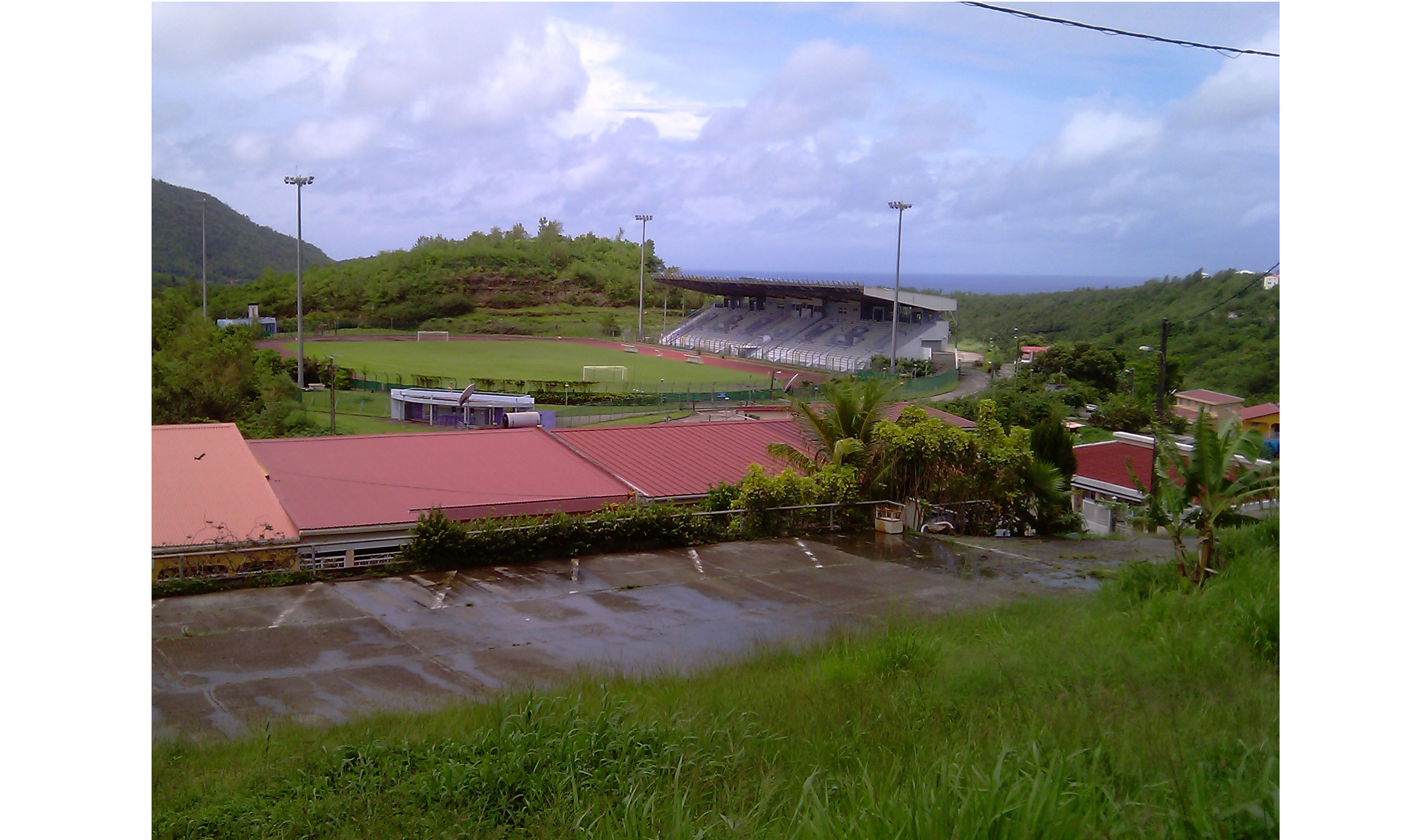
Le stade Alfred Marie-Jeanne

Les plus grands stades de l'île sont :
- Le stade municipal Pierre Aliker[1] de Fort de France, anciennement stade de Dillon, est le plus grand stade de la Martinique avec 18 000 places. Il possède un système d'éclairage performant pour les épreuves nocturnes.
- Le Stade Georges-Gratiant, Lamentin, 10 000 places, éclairage nocturne
- Le Stade Louis-Achille, Fort de France, 9 300 places, éclairage nocturne
- Le Stade Alfred Marie-Jeanne, Rivière Pilote, 3 000 places, éclairage nocturne
- Le Stade Xercès-Louis, Sainte-Marie, 1 500 places, éclairage nocturne
- Stade Pierre de Lucy de Fossarieu du François
- Stade Henri Murano de Saint-Joseph[2]
- Le complexe sportif Michel Thalmency du Lorrain

Autres stades équipés d'un éclairage pour les matchs en nocturne :
- Stade de Trénelle à Rivière-Salée
- Stade Paul Pierre-Charles de Saint-Pierre
- Stade Georges Charles-Alfred du Morne-Rouge
- Stade municipal des Anses-d'Arlet
- Stade Armand Ribier du Diamant
- Stade Hermann Panzo de Petit-Bourg
- Stade municipal des Trois-Ilets
- Stade Claude Gélie au quartier Morne des Esses à Sainte-Marie
- Le stade municipal de Sainte-Luce

## Championnat de Régionale 1
La Régionale 1 est le plus haut niveau du football en Martinique. Elle constitue l'élite du football martiniquais. Des footballeurs évoluant ou ayant évolué en France et à l'étranger tels que Gérard Janvion, Paul Chillan, Daniel Charles-Alfred, Frédéric Piquionne, Charles-Édouard Coridon, Éric Sabin, Ludovic Clément, Garry Bocaly, Steeven Langil, Mathias Coureur, Emmanuel Rivière, Fabrice Reuperné, Gaël Germany, Mickaël Biron, Jordy Delem, Christophe Hérelle, Patrick Burner et Joan Hartock ont commencé leur carrière dans ce championnat.
Autres grands joueurs martiniquais (nés et formés sur l'île) et ayant évolué par la suite en Équipe de France de football A et B : 
- Xercès Louis[3], Camille Ninel[4], Paul Chillan[5], Daniel Charles-Alfred[6], Gérard Janvion[7] et Frédéric Piquionne[8].

- En Équipe de France espoir de football : Charles-Édouard Coridon[9], Garry Bocaly[10], Emmanuel Rivière[11] et Steeven Langil [12].
- En football féminin, Wendie Renard, joueuse de l'olympique lyonnais et de l'Équipe de France féminine de football[13], * Emelyne Laurent, joueuse du Bayern Munich et ancienne joueuse de l'olympique lyonnais et de l'Équipe de France féminine de football[14].

Ces joueurs martiniquais connus en France et en Europe ont commencé leur carrière dans des clubs du championnat de la Martinique de football.

## Palmarès
- 1919 : Intrepide de Fort-de-France
- 1920 : Club colonial de Fort-de-France
- 1921 : Club colonial de Fort-de-France
- 1922 : Club colonial de Fort-de-France
- 1923 : Club colonial de Fort-de-France
- 1924 : Club colonial de Fort-de-France
- 1925 : Intrépide de Fort-de-France
- 1926 : Club colonial de Fort-de-France
- 1927 : Golden Star de Fort-de-France
- 1928 : Golden Star de Fort-de-France
- 1929 : Golden Star de Fort-de-France
- 1930 : Club colonial de Fort-de-France
- 1931 : Club colonial de Fort-de-France
- 1932 : Stade Spiritain
- 1933 : Intrépide de Fort-de-France
- 1934 : Pas de championnat
- 1935 : Club colonial de Fort-de-France
- 1936 : Golden Star de Fort-de-France
- 1937 : Golden Star de Fort-de-France
- 1938 : Club colonial de Fort-de-France
- 1939 : Golden Star de Fort-de-France
- 1940 : Club colonial de Fort-de-France
- 1941 : Club colonial de Fort-de-France
- 1942 : Club colonial de Fort-de-France
- 1943 : Club colonial de Fort-de-France
- 1944 : Gauloise de La Trinité
- 1945 : Good Luck de Fort-de-France
- 1946 : Aigle Sportif de Fort-de-France
- 1947 : Aigle Sportif de Fort-de-France
- 1948 : Golden Star de Fort-de-France
- 1949 : Club colonial de Fort-de-France
- 1950 : Gauloise de La Trinité
- 1951 : Gauloise de La Trinité
- 1952 : Golden Star de Fort-de-France
- 1953 : Golden Star de Fort-de-France
- 1954 : Golden Star de Fort-de-France
- 1955 : Gauloise de La Trinité
- 1956 : Golden Star de Fort-de-France
- 1957 : Good Luck de Fort-de-France
- 1958 : Golden Star de Fort-de-France
- 1959 : Golden Star de Fort-de-France
- 1960 : Stade Spiritain
- 1961 : Stade Spiritain
- 1962 : Golden Star de Fort-de-France
- 1963 : Assaut de Saint-Pierre
- 1964 : Club colonial de Fort-de-France
- 1965 : Club colonial de Fort-de-France
- 1966 : Assaut de Saint-Pierre
- 1967 : Assaut de Saint-Pierre
- 1968 : Assaut de Saint-Pierre
- 1969 : Éclair de Rivière Salée
- 1970 : Club franciscain
- 1971 : CS Vauclinois
- 1972 : Club colonial de Fort-de-France
- 1973 : Assaut de Saint-Pierre
- 1974 : CS Vauclinois
- 1975 : Samaritaine de Sainte-Marie
- 1976 : Golden Star de Fort-de-France
- 1977 : Renaissance de Sainte-Anne
- 1978 : Renaissance de Sainte-Anne
- 1979 : Renaissance de Sainte-Anne
- 1980 : Gauloise de La Trinité
- 1981 : Samaritaine de Sainte-Marie
- 1982 : Racing Club de Rivière-Pilote
- 1983 : Racing Club de Rivière-Pilote
- 1984 : Aiglon du Lamentin
- 1985 : Olympique du Marin
- 1986 : Golden Star de Fort-de-France
- 1987 : Excelsior de Fort de France
- 1987-1988 : Excelsior de Fort de France
- 1988-1989 : Excelsior de Fort de France
- 1989-1990 : US Marinoise
- 1990-1991 : Aiglon du Lamentin
- 1991-1992 : Aiglon du Lamentin
- 1992-1993 : Union sportive du Robert
- 1993-1994 : Club franciscain
- 1994-1995 : US Marinoise
- 1995-1996 : Club franciscain
- 1996-1997 : Club franciscain
- 1997-1998 : Aiglon du Lamentin
- 1998-1999 : Club franciscain
- 1999-2000 : Club franciscain
- 2000-2001 : Club franciscain
- 2001-2002 : Club franciscain
- 2002-2003 : Club franciscain
- 2003-2004 : Club franciscain
- 2004-2005 : Club franciscain
- 2005-2006 : Club franciscain
- 2006-2007 : Club franciscain
- 2007-2008 : Racing Club de Rivière-Pilote
- 2008-2009 : Club franciscain
- 2009-2010 : Racing Club de Rivière-Pilote
- 2010-2011 : Club colonial de Fort-de-France
- 2011-2012 : Racing Club de Rivière-Pilote
- 2012-2013 : Club franciscain
- 2013-2014 : Club franciscain
- 2014-2015 : Golden Lion
- 2015-2016 : Golden Lion
- 2016-2017 : Club franciscain
- 2017-2018 : Club franciscain
- 2018-2019 : Club franciscain
- 2019-2020 : Samaritaine de Sainte-Marie
- 2020-2021 : Golden Lion
- 2021-2022 : Golden Lion
- 2022-2023 : Golden Lion
- 2023-2024 : Club franciscain[15]
- 2024-2025 : Racing-Club de Saint-Joseph [16]

## Bilan par club
| Club                          | Ville          | Titres | Année |
| ----------------------------- | -------------- | ------ | --- |
| Club franciscain              | Le François    | 20     | 1970, 1994, 1996, 1997, 1999, 2000, 2001, 2002, 2003, 2004, 2005, 2006, 2007, 2009, 2013, 2014, 2017, 2018, 2019 et 2024 |
| Club colonial                 | Fort-de-France | 19     | 1920, 1921, 1922, 1923, 1924, 1926, 1930, 1931, 1935, 1938, 1940, 1941, 1942, 1943, 1949, 1964, 1965, 1972 et 2011       |
| Golden Star                   | Fort-de-France | 16     | 1927, 1928, 1929, 1936, 1937, 1939, 1948, 1952, 1953, 1954, 1956, 1958, 1959, 1962, 1976 et 1986                         |
| Racing Club de Rivière-Pilote | Rivière-Pilote | 5      | 1982, 1983, 2008, 2010 et 2012                                                                                           |
| La Gauloise de Trinité        | La Trinité     | 5      | 1944, 1950, 1951, 1955 et 1980                                                                                           |
| Golden Lion                   | Saint-Joseph   | 5      | 2015, 2016, 2021, et 2022 et 2023                                                                                        |
| Assaut de Saint-Pierre        | Saint-Pierre   | 5      | 1944, 1950, 1951, 1955 et 1973                                                                                           |
| Aiglon du Lamentin            | Le Lamentin    | 4      | 1984, 1991, 1992 et 1998                                                                                                 |
| Samaritaine de Sainte-Marie   | Sainte-Marie   | 3      | 1975, 1981 et 2020 |
| Excelsior de Fort-de-France   | Fort-de-France | 3      | 1987, 1988 et 1989 |
| Renaissance de Sainte-Anne    | Sainte-Anne    | 3      | 1977, 1978 et 1979 |
| Stade spiritain               | Saint-Esprit   | 3      | 1932, 1960 et 1961 |
| Intrépide                     | Fort-de-France | 3      | 1919, 1925 et 1933 |
| US Marinoise                  | Le Marin       | 2      | 1990 et 1995 |
| CS Vauclinois                 | Le Vauclin     | 2      | 1971 et 1974 |
| Good Luck                     | Fort-de-France | 2      | 1945 et 1957 |
| Aigle sportif                 | Fort-de-France | 2      | 1946 et 1947 |
| Union sportive du Robert      | Le Robert      | 1      | 1993 |
| Olympique du Marin            | Le Marin       | 1      | 1985 |
| Éclair de Rivière Salée       | Rivière-Salée  | 1      | 1969 |
| Racing-Club de Saint-Joseph   | Saint-Joseph   | 1      | 2025 |